# Eleccions al Consell General d'Andorra de 1997
Les eleccions al Consell General d'Andorra de 1997 es van celebrar el 16 de febrer de 1997.

## Sistema electoral
Les eleccions al Consell General es regeixen per un principi de vot paral·lel. Cada elector ha d'emetre dos vots en dues urnes diferenciades: Un vot és per a una llista tancada d'àmbit nacional amb catorze candidats, i es diposita en una urna blava. L'altre vot és a una llista tancada d'àmbit local (la seva parròquia) amb dos candidats, i es diposita en una urna blanca. Una mateixa persona no pot aparèixer com a candidata a una llista nacional i una de parroquial, ni tampoc en dues parròquies diferents.
S'elegeixen vint-i-vuit consellers generals amb el sistema següent:
- Catorze consellers representen les set parròquies d'Andorra. A cadascuna d'aquestes, els dos candidats de la llista local més votada són els elegits, seguint el sistema de representació majoritària.[3]
- Catorze consellers es reparteixen de forma proporcional a partir dels vots que reben les llistes nacionals. Les llistes que superen la barrera electoral de la catorzena part dels vots vàlids (un 7,14%) reben un nombre d'escons assignat segons la regla del major residu.[4]

Un cop s'ha escollit la composició del parlament andorrà, el Consell General ha de triar el cap de Govern amb majoria. El cap de Govern ha de ser l'un dels caps de llista de cadascun dels partits polítics que s'han presentat en la circumscripció nacional. En aquest sentit, el parlament vota lliurement. Tot i així, la dinàmica dels partits fa que el cap de Govern escollit sigui normalment aquell que ha obtingut majoria al parlament, acumulant els vots en la circumscripció nacional i en la parroquial. Un cop escollit el cap de Govern, aquest és el que decideix qui ha de ser ministre. Els ministres són aquells que normalment s'havien presentat a les eleccions com a equip de treball del partit.

## Candidatures
Per la circumscripció nacional es van presentar 4 candidatures:
- Unió Liberal, encapçalada per Marc Forné i Molné.
- Agrupament Nacional Democràtic, amb Ladislau Baró Solà com a cap de llista.
- Nova Democràcia, encapçalada per Jaume Bartumeu.
- Iniciativa Democràtica Nacional, amb Vicenç Mateu Zamora com a cap de llista

En les circumscripcions parroquials, la distribució de les candidatures va ser la següent:
- En cada parròquia, excepte Ordino, es van presentar candidatures liberals que es van agrupar amb la Unió Liberal.
- L'Agrupament Nacional Democràtic va presentar candidatures a totes les parròquies tret de Canillo i La Massana.
- Iniciativa Democràtica Nacional i Nova Democràcia només van presentar-se a Andorra la Vella i Escaldes-Engordany.
- A Ordino, s'hi va presentar la Unió Parroquial d'Ordino.

## Resultats

### Totals

Guanyador per parròquia de les eleccions generals andorranes de 1997:
UL
AND
GPd'O

|                           |                                 |                  |                  |                  |                |                |                |               |     |
| Partit                    | Partit                          | Circ. parroquial | Circ. parroquial | Circ. parroquial | Circ. nacional | Circ. nacional | Circ. nacional | Escons totals | +/- |
| Partit                    | Partit                          | Vots             | %                | Escons           | Vots           | %              | Escons         | Escons totals | +/- |
|                           | Unió Liberal                    | 3.474            | 44,4             | 10               | 3.543          | 40,5           | 6              | 16            | +11 |
|                           | Agrupament Nacional Democràtic  | 2.633            | 33,6             | 2                | 2.347          | 27,1           | 4              | 6             | -2  |
|                           | Nova Democràcia                 | 959              | 12,3             | 0                | 1.471          | 16,8           | 2              | 2             | -3  |
|                           | Iniciativa Democràtica Nacional | 504              | 6,4              | 0                | 993            | 11,4           | 2              | 2             | 0   |
|                           | Unió Parroquial d'Ordino        | 255              | 3,3              | 2                | –              | –              | 0              | 2             | Nou |
| Vots en blanc i nuls      | Vots en blanc i nuls            | 1.013            | –                | –                | 459            | –              | –              | –             | –   |
| Total                     | Total                           | 8.837            | 100              | 14               | 8.813          | 100            | 14             | 28            | 0   |
| Cens/Participació         | Cens/Participació               | 10.837           | 81,6             | –                | 10.837         | 81,3           | –              | –             | –   |
| Font: Eleccions a Andorra |                                 |                  |                  |                  |                |                |                |               |     |

### Per parròquies
| Parròquia                 | Circumscripció parroquial | Circumscripció parroquial | Circumscripció parroquial | Circumscripció parroquial | Circumscripció parroquial |
| Parròquia                 | UL                        | AND                       | ND                        | IDN                       | UPO                       |
| ------------------------- | ------------------------- | ------------------------- | ------------------------- | ------------------------- | ------------------------- |
| Canillo                   | 100,0                     | –                         | –                         | –                         | –                         |
| Encamp                    | 39,6                      | 60,4                      | –                         | –                         | –                         |
| Ordino                    | –                         | 35,1                      | –                         | –                         | 64,9                      |
| La Massana                | 100,0                     | –                         | –                         | –                         | –                         |
| Andorra la Vella          | 33,9                      | 24,6                      | 31,8                      | 9,7                       | –                         |
| Sant Julià de Lòria       | 55,2                      | 44,8                      | –                         | –                         | –                         |
| Escaldes-Engordany        | 43,8                      | 34,5                      | 8,4                       | 13,4                      | –                         |
| Total                     | 44,4                      | 33,6                      | 12,3                      | 6,4                       | 3,3                       |
| Font: Eleccions a Andorra |                           |                           |                           |                           |                           |

### Consellers elegits
| UL | AND | ND                                                             | IDN                                                   | UPd'O                                               |
| Nacional 1. Marc Forné Molné 2. Enric Palmitjavila Ribó 3. Jordi Serra Malleu 4. Francesc Areny Casal 5. Francesc Bonet Casas 6. Miquel Alvarez Marfany Canillo 1. Josep Areny Fité 2. Miquel Casal Casal La Massana 1. Modest Baró Moles 2. Josep Garrallà Rossell Andorra la Vella 1. Susagna Arasanz Serra 2. Pere Cervós Cardona Sant Julià de Lòria 1. Marc Pintat Forné 2. Agustí Marfany Puyoles Escaldes-Engordany 1. Antoni Martí Petit 2. Estanislau Sangrà Cardona | Nacional 1. Ladislau Baró Solà 2. Jordi Torres Alís 3. Narcís Casal de Fonsdeviela 4. Enric Tarrado Vives Encamp 1. Josep Dallerès Codina 2. Miquel Alís Font | Nacional 1. Jaume Bartumeu Cassany 2. Maria Rosa Ferrer Obiols | Nacional 1. Vicenç Mateu Zamora 2. Vicenç Alay Ferrer | Ordino 1. Simó Duró Coma 2. Josep Àngel Mortés Pons |
| Font: Consell General d'Andorra | |                                                                |                                                       |                                                     |